# أشرف البولاقي
أشرف البولاقي (ولد في 19 أغسطس 1968) شاعر وكاتب وناقد مصري. يشغل حاليًا منصب مدير الثقافة العامة بفرع ثقافة قنا. من دواوينه «جسدي وأشياء تقلقني كثيرًا»، و«سلوى وِرد الغواية» و«واحدٌ يمشى بلا أسطورةٍ»، و«والتينِ والزيتونةِ الكبرى وهند» فضلًا عن مؤلفات أخرى في النقد والسرد والأدب الشعبي والخطاب الديني.

## نشأته
ولد أشرف علي عبد اللطيف خليل البولاقي في مدينة قنا في 19 أغسطس 1968، لأسرة ترجع أصولها إلى قرية برديس بمحافظة سوهاج.
في سبعينيات القرن العشرين عادت الأسرة إلى موطنها الأول، حيث أنهى تعليمه الأساسي، ثم بدأ اهتمامه بالشعر وحبه للغة العربية في المرحلة الثانوية، فبدأ يكتب الشعر مقلدًا من شُغف بهم من الشعراء كالمتنبي وأبي نواس وشوقي وغيرهم.
التحق البولاقي بقسم اللغة الإنجليزية بكلية الآداب بقنا، لكنه لم يلبث أن تركها بعد شهر واحد وانتقل إلى كلية الحقوق بجامعة أسيوط، غير أنه تركها هي الأخرى بعد شهرين والتحق بكلية دار العلوم جامعة القاهرة، لكن خلافاته الأدبية مع أساتذته لاعتراضه على الآراء التراثية المحافظة التي اتسمت بها هذه الكلية وقفت في سبيل استكمال دراسته، ليعود إلى مدينة قنا وينخرط في الوسط الأدبي بها، ثم يلتحق بالعمل بقصر ثقافة قنا، حتى تولى منصب مدير قسم الثقافة العامة بالمؤسسة.

## شعره
بدأ أشرف البولاقي تجربته الشعرية تقليديًا كلاسيكيًا، غير أنه انقلب عليها وانتهى به الأمر إلى انتقادها وإلى القول بأن القصيدة العمودية تمر بمأزق كبير بسبب عشاقها لا بسببها هي. وفضلًا عن تجربته مع الشعر الموزون ـ العمودي وشعر التفعيلة ـ فقد صدرت له ثلاثة دواوين نثرية.

## مؤلفاته
تنوع إنتاج البولاقي الأدبي والفكري بين الشعر والدراسات الشعبية والكتب الفكرية والنقدية والأدب الساخر والرواية والقصة القصيرة، كما نشر العديد من المقالات والدراسات النقدية في صحف ودوريات مصرية وعربية.

### مجموعات شعرية
1. «جسدي وأشياء تقلقني كثيرًا» (شعر فصحى)، عن إقليم وسط وجنوب الصعيد الثقافي (1999)[6]، ثم عن الهيئة المصرية العامة للكتاب 2003
2. «سلوى وِرد الغواية» (شعر فصحى) عن الهيئة المصرية للكتاب 2003.[6]
3. «واحدٌ يمشى بلا أسطورة» (شعر فصحى) عن الهيئة المصرية للكتاب 2008.[7]
4. «والتينِ والزيتونةِ الكبرى وهند» (شعر فصحى) عن الهيئة المصرية للكتاب 2013 [8]
5. «نصوص من كتاب الأصدقاء» (شعر فصحى) عن الهيئة العامة لقصور الثقافة 2017.[9]
6. «جيلان من كازبلانكا» (شعر فصحى) عن دار بردية للنشر والتوزيع 2018.[9]
7. «عاريا في انتظار المجاز» (شعر فصحى)، عن دار الأدهم للنشر والتوزيع، 2020.[9][10]
8. «يقطر من خناجرهم جميعًا» (شعر فصحى) عن الهيئة المصرية العامة للكتاب 2021.[11]

### روايات
1. «في غرفة الشيخ» (رواية)، عن دار أوراس للطباعة والنشر والتوزيع، 2022.[12][13]

### مجموعات قصصية
1. «خدش حياء»، عن دار الأدهم للنشر 2017.[14]
2. «عن الذي لا يموت»، عن دار بردية للنشر والتوزيع 2019.[15]

### دراسات نقدية
1. «خمسة عشر كوكبًا: مبدعون وجوائز» (كتاب عن أدباء قنا)، عن دار وعد للنشر والتوزيع 2017.[16]
2. «الأدب في الواحات» (قراءات وشهادات ثقافية)، عن دار العماد للنشر والتوزيع 2017.[17]
3. «حضارة النص ونص الحضارة: الأقصر» (قراءات نقدية)، عن الهيئة المصرية العامة للكتاب 2018.[18]
4. «تجليات استلهام التراث» (قراءات نقدية)، عن الهيئة العامة لقصور الثقافة 2018.[19]
5. «عذابات الأنثى: أسئلة الذات وتناقضات الواقع»، (قراءات نقدية)، عن دار الأدهم للنشر والتوزيع 2020.[20]
6. «الأدب في البحر الأحمر» (قراءات وشهادات ثقافية)، عن دار الأدهم للنشر والتوزيع 2020.[17]
7. «قنا بين الشهد والدموع» (قراءات وشهادات ثقافية)، عن دار ورقات للنشر والتوزيع 2021.[21]

### دراسات شعبية
1. «أشكال وتجليات العدودة في صعيد مصر» (دراسات شعبية) عن دار وعد للنشر والتوزيع، 2011

### دراسات فكرية وكتابات منوعة
1. «مصر وأنا وثورة الفيسبوك» (سلسلة مدونات عصرية)، عن الهيئة المصرية العامة للكتاب 2017.
2. «العلمانية وهموم المجتمع المدني» (قراءات ثقافية)، عن دار ابن رشد 2017.[22]
3. «حوار مع صديقي المؤمن: القرآن وأسئلة التلقي والتأويل»، عن دار ابن رشد للنشر والتوزيع، 2019.[23]
4. «هند وهزائم أخرى» (كتابات في الحزن والثقافة)، عن دار ميتابوك للنشر والتوزيع 2021.[24]
5. «أحاديث في الدين والجنس والأدب والسياسة» (مقالات)، عن دار ابن رشد 2021.[25]
6. «كوفيد 19: مائة يوم من العزلة» (إشراقات العابر واليومي)، عن دار ميتابوك للنشر والتوزيع 2021.[26]
7. «المرأة في العقل العربي: قراءة في ثقافة النفي والتهميش والمصادرة» (كتاب مشترك مع عمرو الشيخ)، عن دار ميتابوك للنشر والتوزيع، 2021.[27][28]
8. «سنوات اللاجدوى: أحزان الثقافة الجماهيرية»، عن دار ميتابوك للنشر والتوزيع 2022.[29]

### أدب ساخر
1. «رسائل ما قبل الآخرة»، الجزء الأول (أدب ساخر) عن دار هيباتيا للنشر والتوزيع 2013.
2. «رسائل ما قبل الآخرة»، الجزء الثاني (أدب ساخر) عن دار بردية للنشر والتوزيع 2017.

## كتابات عن أدبه
- «الفعل الإبداعي في قنا: أشرف البولاقي نموذجًا» (مجموعة بحوث ودراسات لعدد من الباحثين)، عن دار وعد للنشر والتوزيع، 2012.
- "أشرف البولاقي: يمشي بلا أسطورة". شهادات، قراءات، قصائد" (كتاب تذكاري)، عن دار الأدهم، 2019.[30]

## جوائز
- جائزة أخبار الأدب لقصيدة الفصحى (1995).[6]
- المركز الاول في مسابقة الهيئة العامة لقصور الثقافة، فرع ديوان الفصحى.[6]
- جائزة المجلس الأعلى للثقافة في قصيدة الفصحى.[6]
- جوائز من اقليم وسط وجنوب الصعيد الثقافي.[6]